# یوهانه کیلی
یوهانه کیلی (انگلیسی: Johanne Killi؛ زادهٔ ۱۳ اکتبر ۱۹۹۷) ورزشکار اسکی نمایشی اهل نروژ است.
وی در مسابقات کشوری و بین‌المللی در مجموع برندهٔ ۳ مدال نقره، ۲ مدال برنز شده‌است.